# Ronde van Hainan 2025
De 16e editie van de wielerwedstrijd Ronde van Hainan werd gehouden van 7 tot en met 11 april 2025 op Hainan in China. De meerdaagse wielerkoers maakte deel uit van de UCI ProSeries 2025. De Nieuw-Zeelander Aaron Gate was de titelverdediger en dit jaar wist hij op de derde plek te eindigen. De winnaar van dit jaar was de Oekraïner Kyrylo Tsarenko. Tweede werd de Roemeen Cristian Raileanu.

## Deelnemende ploegen
Eén WorldTeam, vier ProTeams en vijftien continentale ploegen namen deel aan de Ronde van Hainan. In totaal stonden 137 renners aan de start.
| WorldTour                                                                                   | Continentaal | Continentaal |
| ------------------------------------------------------------------------------------------- | --- | --- |
| XDS Astana Team                                                                             | Bodywrap LTwoo Cycling Team CCACHE x BODYWRAP Chengdu DYC Cycling Team China Glory-Mentech Continental Cycling Team FNIX-SCOM-Hengxiang Cycling Team Huansheng-Vonoa-Taishan Sport Team Li Ning Star Parkhotel Valkenburg | Quick Pro Team Roojai Insurance Shenzhen Kung Cycling Team St George Continental Cycling Team Team Medellín-EPM Terengganu Cycling Team Wuzhishan SCOM MVMT Cycling Team |
| ProTeam                                                                                     | Bodywrap LTwoo Cycling Team CCACHE x BODYWRAP Chengdu DYC Cycling Team China Glory-Mentech Continental Cycling Team FNIX-SCOM-Hengxiang Cycling Team Huansheng-Vonoa-Taishan Sport Team Li Ning Star Parkhotel Valkenburg | Quick Pro Team Roojai Insurance Shenzhen Kung Cycling Team St George Continental Cycling Team Team Medellín-EPM Terengganu Cycling Team Wuzhishan SCOM MVMT Cycling Team |
| Burgos Burpellet BH Euskaltel-Euskadi Team Polti VisitMalta Team Solution Tech-Vini Fantini | Bodywrap LTwoo Cycling Team CCACHE x BODYWRAP Chengdu DYC Cycling Team China Glory-Mentech Continental Cycling Team FNIX-SCOM-Hengxiang Cycling Team Huansheng-Vonoa-Taishan Sport Team Li Ning Star Parkhotel Valkenburg | Quick Pro Team Roojai Insurance Shenzhen Kung Cycling Team St George Continental Cycling Team Team Medellín-EPM Terengganu Cycling Team Wuzhishan SCOM MVMT Cycling Team |

## Etappe-overzicht
| Et.    | Datum    | Start      | Finish   | Type       | km        | Winnaar          | Klassementsleider |
| ------ | -------- | ---------- | -------- | ---------- | --------- | ---------------- | ----------------- |
| 1      | 7 april  | Qionghai   | Qionghai | Vlakke rit | 90,34 km  | Matteo Malucelli | Matteo Malucelli  |
| 2      | 8 april  | Qionghai   | Lingshui | Vlakke rit | 178,1 km  | Dušan Rajović    | Norman Vahtra     |
| 3      | 9 april  | Lingshui   | Baoting  | Heuvelrit  | 212,6 km  | Kyrylo Tsarenko  | Kyrylo Tsarenko   |
| 4      | 10 april | Baoting    | Dongfang | Heuvelrit  | 190,8 km  | Aaron Gate       | Kyrylo Tsarenko   |
| 5      | 11 april | Changjiang | Sanya    | Vlakke rit | 182,8 km  | Alexander Salby  | Kyrylo Tsarenko   |
| Totaal | Totaal   | Totaal     | Totaal   | Totaal     | 854,64 km | 854,64 km        | 854,64 km         |

## Klassementenverloop
| Et.            | Winnaar          | Algemeen klassement · | Puntenklassement · | Bergklassement · | Ploegenklassement   |
| -------------- | ---------------- | --------------------- | ------------------ | ---------------- | ------------------- |
| 1              | Matteo Malucelli | Matteo Malucelli      | Matteo Malucelli   | Kane Richards    | CCACHE x BODYWRAP   |
| 2              | Dušan Rajović    | Norman Vahtra         | Matteo Malucelli   | Adne van Engelen | XDS Astana Team     |
| 3              | Kyrylo Tsarenko  | Kyrylo Tsarenko       | Matteo Malucelli   | Nils Sinschek    | Burgos Burpellet BH |
| 4              | Aaron Gate       | Kyrylo Tsarenko       | Luis Carlos Chia   | Nils Sinschek    | Burgos Burpellet BH |
| 5              | Alexander Salby  | Kyrylo Tsarenko       | Xabier Berasategi  | Nils Sinschek    | Burgos Burpellet BH |
| Eindklassement | Eindklassement   | Kyrylo Tsarenko       | Xabier Berasategi  | Nils Sinschek    | Burgos Burpellet BH |

2006 · 
2007 · 
2008 · 
2009 · 
2010 · 
2011 · 
2012 · 
2013 · 
2014 · 
2015 · 
2016 · 
2017 ·
2018 ·
2019-2022 · 
2023 · 2024 · 2025
Ronde van Valencia ·
Ronde van Oman ·
Clásica de Almería ·
Figueira Champions Classic ·
Ronde van de Algarve ·
Ruta del Sol ·
Ardèche Classic ·
Drôme Classic ·
Kuurne-Brussel-Kuurne ·
Trofeo Laigueglia ·
Nokere Koerse ·
Milaan-Turijn ·
GP Denain ·
Bredene Koksijde Classic ·
Grote Prijs Miguel Indurain ·
Ronde van Hainan ·
Scheldeprijs ·
Brabantse Pijl ·
Ronde van de Alpen ·
Ronde van Turkije ·
Grote Prijs van Plumelec ·
Tro Bro Léon ·
Klassiek Duinkerke-GP van de Hauts-de-France ·
Vierdaagse van Duinkerke ·
Ronde van Hongarije ·
Veenendaal-Veenendaal ·
Antwerp Port Epic ·
Boucles de la Mayenne ·
Ronde van Noorwegen ·
Ronde van Slovenië ·
Brussels Cycling Classic ·
Dwars door het Hageland ·
Mont Ventoux Dénivelé Challenge ·
Ronde van België ·
Ronde van het Qinghaimeer ·
Ronde van Wallonië ·
Ronde van Burgos ·
Arctic Race of Norway ·
Ronde van Denemarken ·
Circuit Franco-Belge ·
Ronde van Duitsland ·
Ronde van Groot-Brittannië ·
Maryland Cycling Classic ·
GP Industria & Artigianato-Larciano ·
Coppa Sabatini ·
Grote Prijs van Fourmies ·
Grote Prijs van Wallonië ·
Ronde van Luxemburg ·
Super 8 Classic ·
Ronde van Langkawi ·
Ronde van het Münsterland ·
Ronde van Emilia ·
Coppa Bernocchi ·
Ronde van de Drie Valleien ·
Ronde van Piemonte ·
Ronde van het Taihu-meer ·
Parijs-Tours ·
Ronde van Veneto ·
Japan Cup ·
Veneto Classic